# Kirche Prohlis

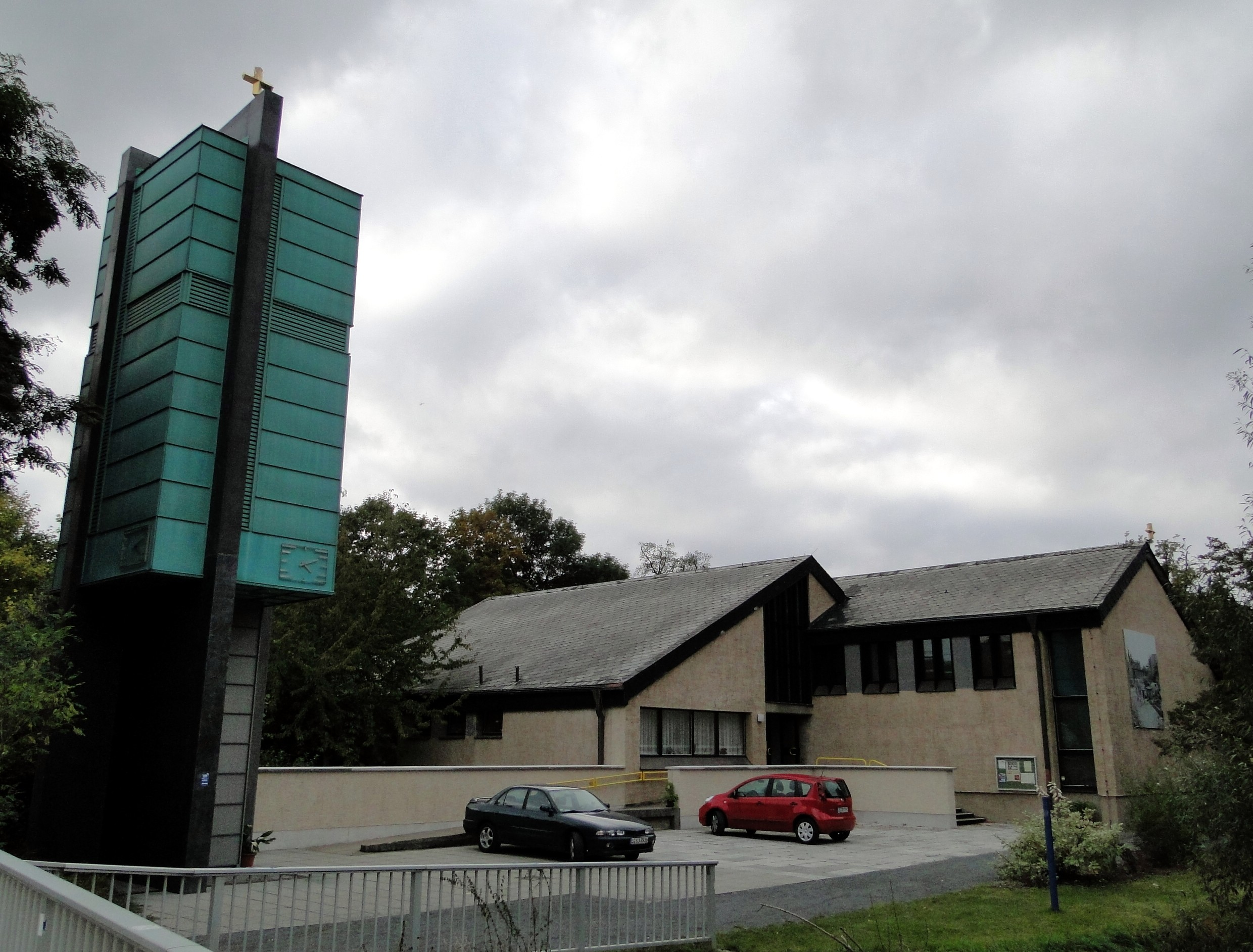
Kirchgemeindezentrum Prohlis (2009)

Die Kirche Prohlis ist ein Kirchen-Zweckbau im Stadtteil Prohlis von Dresden. Das Bauwerk mit der Anschrift Georg-Palitzsch-Straße 2 wurde 1982 eingeweiht. Das Gemeindezentrum gehört zur Evangelisch-Lutherischen Landeskirche Sachsens.

## Vorgeschichte
Kirchgemeindlich gehörte Prohlis bis 1674 zur Dresdner Frauenkirche, dann wurde es nach Dresden-Leubnitz eingepfarrt.
Am 1. Mai 1931 wurde die Prohliser Kirchgemeinde als Außenstelle von Leubnitz abgespalten und mit der Stelle eines Hilfsgeistlichen ausgestattet. Die Gottesdienste fanden in der früheren Dorfschule statt, ab 1939 im Gasthof Prohlis. Um die Bedingungen zu verbessern, wurde der Architekt Johannes Blauert 1936 mit dem Entwurf eines Gemeindezentrums mit Kirche, Gemeindehaus und einem Ehrenmal für die Gefallenen des Ersten Weltkriegs beauftragt. Doch der Beginn des Zweiten Weltkrieges und die folgende gesellschaftliche Entwicklung verhinderten den Bau. Eigene Kirchräume gab es nicht, so mussten bis 1946 Provisorien ausreichen.
1946 wurde im Saal des Prohliser Schlosses eine kleine Kapelle eingerichtet, sie wurde Mittelpunkt des Gemeindegeschehens.

## Geschichte
Mit dem Baubeginn des Neubau-Wohngebiets Prohlis begann für die kleine Kirchgemeinde eine Zeit des Aufbruchs. Dort gründete sich 1978 zusammen mit Dresden-Reick und Torna eine selbständige Kirchgemeinde.
Nach der baupolizeilichen Sperrung des Prohliser Schlosses begann die Suche nach eigenen Räumen. Jahrelang konnte eine 5-Zimmer-Wohnung für das gottesdienstliche Leben genutzt werden.
Dank des Kirchenbauprogramms „Kirchen für neue Städte“ und der Hilfe der evangelischen Kirche in Westdeutschland entstand in Prohlis eine Kirche.
Architekt des sakralen Zweckbaus war Heiner Göpfert. Die Grundsteinlegung war am 23. August 1980, festliche Einweihung am 10. Oktober 1982. Damals sagte Superintendent Christof Ziemer:
„Gott braucht kein Repräsentationsgebäude, das ihn unnahbar und fern erscheinen lässt, sondern bei ihm ist Geborgenheit. Er bietet ein Zentrum an, wo Menschen ausruhen können und Kraft finden für die Aufgaben, die Christen zu lösen haben.“

## Architektur und Ausstattung
Das Äußere der Kirche ist schlicht, sie tritt nicht in Konkurrenz mit den Hochhäusern der Umgebung, sie erscheint als „Hütte Gottes bei den Menschen“. Ein kleines Kreuz am Hauptgiebel macht sie als Kirche erkennbar.
Unter dem zeltartigen Dach der Kirche, dessen Altar Klaus Dennhardt schuf, treffen sich die evangelischen Christen zur traditionellen Gemeindearbeit: vom Vorschul- bis zum Seniorenkreis, zu Kirchenmusik und Gemeindefesten, Kinder- und Jugendarbeit. Im Mittelpunkt des Gemeindelebens steht der Gottesdienst, das Gotteshaus soll immer wieder ein Ort der Besinnung und Begegnung sein.
Die Kirche wurde ab 2004 äußerlich verändert.

## Orgel
Im Dezember 1988 wurde die Orgel der Firma Jehmlich (Opus 1088) mit 13 Registern auf zwei Manualen und Pedal geweiht. Sie besitzt mechanische Schleifladen. Die Disposition lautet:
| I Hauptwerk C–g3 |    |
| Rohrflöte        | 8′ |
| Prinzipal        | 4′ |
| Oktave (Halbzug) | 2′ |
| Blockflöte       | 2′ |
| Mixtur IV        |    |
| Schalmei         | 8′ |
| Tremulant        |    |

| II Schwellpositiv C–g3 |    |
| Holzgedackt            | 8′ |
| Koppelflöte            | 4′ |
| Prinzipal              | 2′ |
| Oktave                 | 1′ |
| Sesquialter II         |    |
| Tremulant              |    |

| Pedal C–f1  |     |
| Subbass     | 16′ |
| Bordun      | 8′  |
| Choralflöte | 4′  |

- Koppeln: II/I, I/P, II/P

## Kirchturm und Geläut
Erst nach dem Ende der DDR wurde die Errichtung des zur Bauzeit nicht genehmigten Glockenturmes möglich, 2003 wurde ein Architektenwettbewerb ausgeschrieben. Am 21. Oktober 2005 erfolgte die Grundsteinlegung für den 30 Meter hohen Turm, entworfen von Eberhard Bauer.
In Passau wurden durch die Firma Perner als Geläut zwei Bronze-Kirchenglocken gegossen: die „Liebesglocke“ (Inschrift: Gott ist die Liebe) und die „Glaubensglocke“ (Inschrift: Haltet an am Gebet).
Die feierliche Einweihung des Glockenturmes war am 22. Januar 2006.

## Gemeinde
Seit dem 1. Januar 2021 gehören die Kirchgemeinden Prohlis und Leubnitz wieder zusammen. Gemeinsam mit den Kirchgemeinden Lockwitz, Bannewitz und Strehlen bilden sie das Kirchspiel Dresden Süd.